# IV Baruque
IV Baruque é um texto pseudepígrafo do Antigo Testamento. Paralipômenos de Jeremias aparece como título em diversos manuscritos gregos da obra, o que significa "coisas deixadas de fora de Jeremias". 
IV Baruque é considerado apócrifo por todas as denominações cristãs com exceção da Igreja Ortodoxa Etíope (veja "Restante das Palavras de Baruque").

## Descrição
O texto deste livro é conhecido em duas versões, uma longa e outra reduzida. A longa sobreviveu em manuscritos grego, os mais antigos dos quais dos séculos X e XI e XV, etíopes (ge'ez) (chamado "Restante das Palavras de Baruque", cujo manuscrito mais antigo é do século XV), armênios e eslavônicos. A versão reduzida sobreviveu em grego (chamada "Meneo"), romeno e eslavônico.
IV Baruque é geralmente datado na primeira metade do século II. O sono de Abimeleque, de 66 anos ao invés dos tradicionais 70 anos do cativeiro na Babilônia, fez com que os estudiosos tendam a datá-lo no ano 136 d.C., ou seja, 66 anos depois da destruição de Jerusalém em 70 d.C., uma datação coerente também com a mensagem do texto.
Partes do texto parecem ter sido acrescentadas já no período cristão, como o último capítulo. Por causa destas inclusões, alguns estudiosos consideram IV Baruque como sendo um texto cristão. Como é o caso dos textos dos Profetas Maiores, IV Baruque defende o divórcio e expulsão das esposas e filhos estrangeiros e a condenação ao exílio dos que não o fizerem. Segundo o autor, os samaritanos seriam descendentes destes casamentos mistos. Ele utiliza um estilo simples e fabuloso, com animais falantes, frutas que não apodrecem e uma águia enviada por Deus para reviver os mortos.

### Conteúdo
Deus revela a Jeremias que Jerusalém será destruída por causa da impiedade dos israelitas. Ele informa Baruque e, na mesma noite, eles vêem anjos abrindo a porta para a cidade. Jeremias é instruído por Deus a esconder (de forma milagrosa), na terra, as vestes do sumo-sacerdote do Templo. Os caldeus entram em Jerusalém e Jeremias segue com os israelitas para o exílio enquanto Baruque permanece na cidade. Abimeleque (o mesmo Ebede-Meleque, o Etíope de Jeremias 38:7) cai no sono por 66 anos e acorda ao lado de um cesto de figos, que não apodreceram durante todo o período. Como os figos estão frescos e não era época, Abimeleque percebe que dormiu por anos, de forma milagrosa, e corre para falar com Baruque. Os dois tentam entrar em contato com Jeremias, que ainda está na Babilônia, e, por causa da distância, Baruque pede ajuda a Deus, que lhes envia uma águia. Ela leva uma carta e alguns figos a Jeremias, que está realizando um funeral. O morto volta à vida e anuncia o final do exílio. Os exilados voltam para Jerusalém, mas apenas os que não tomaram esposas estrangeiras puderam atravessar o rio Jordão.

## História do cativeiro na Babilônia
Este texto pertence ao chamado "ciclo de Baruque" e está relacionado a IV Baruque. É mais longo e, provavelmente, mais antigo que este. Ele apresenta algumas poucas e circunscritas interpolações cristãs e não tem o mesmo tom fabuloso e IV Baruque. Neste texto, o sono de Abimeleque é de 70 anos, a duração habitual do cativeiro na Babilônia.
O original grego se perdeu, mas o texto sobreviveu em manuscritos copta saídicos e em manuscritos árabes garshuni (mais recentes).